# Condado de Prince George (Virginia)
El condado de Prince George (en inglés: Prince George County), fundado en 1731, es uno de 95 condados del estado estadounidense de Virginia. En el año 2000, el condado tenía una población de 33,047 habitantes y una densidad poblacional de 48 personas por km². La sede del condado es Prince George.

## Geografía
Según la Oficina del Censo, el condado tiene un área total de 730 km² (281,9 mi²), de la cual 689 km² (266 mi²) es tierra y 41 km² (15,8 mi²) (5.76%) es agua.

### Condados adyacentes y ciudades independientes
- Petersburg (noroeste)
- Condado de Chesterfield (noroeste)
- Hopewell (noroeste)
- Condado de Charles City (norte)
- Condado de Surry (este)
- Condado de Sussex (sur)
- Condado de Dinwiddie (oeste)
- Colonial Heights (este)

## Demografía
Según la Oficina del Censo en 2000, los ingresos medios por hogar en el condado eran de $49,877, y los ingresos medios por familia eran $53,750. Los hombres tenían unos ingresos medios de $37,363 frente a los $26,347 para las mujeres. La renta per cápita para el condado era de $20,196. Alrededor del 8.00% de la población estaban por debajo del umbral de pobreza.

## Economía
En este condado, una área no incorporada al sur de Prince George tiene la oficina de Virginia de Goya Foods.

## Localidades
- Burrowsville
- Disputanta
- Fort Lee (una base militar)
- Garysville
- Jordan Point
- New Bohemia
- Newville